# Siliciumnitrid

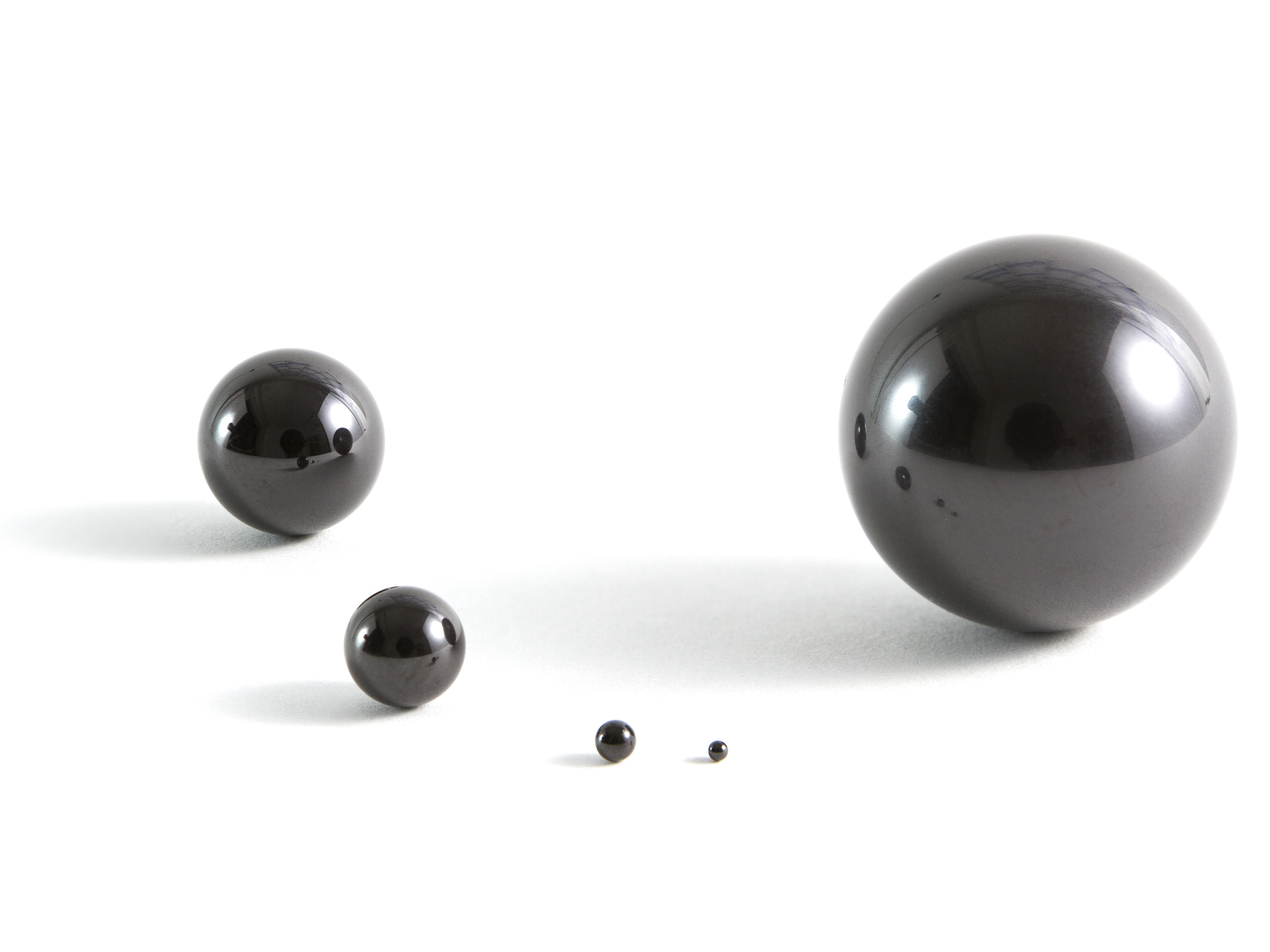
Kugeln aus Siliziumnitrid

Siliciumnitrid (auch: Siliziumnitrid) ist eine chemische Verbindung, die als Bestandteil eines technischen Werkstoffs genutzt wird. Sie besteht aus den Elementen Silicium und Stickstoff, hat die Formel Si3N4 und gehört zur Stoffklasse der Nitride.

## Vorkommen
In der Natur ist Siliciumnitrid als seltenes Mineral Nierit bekannt, das bisher ausschließlich in Meteoriten gefunden wurde.

## Herstellung
Die Basis der Siliciumnitridkeramik bilden hochwertige Si3N4-Pulver. Diese entstehen z. B. über die Reaktion von reinem Silicium mit Stickstoff bei 1000 bis 1400 °C. Das Silicium wird zuvor aus Quarzsand (SiO2) gewonnen, meist durch Reduktion im Lichtbogen bei 2000 °C.
Das Si3N4-Pulver wird dann in einem Gasdrucksinterofen bei einem Stickstoff (N2)-Überdruck von ca. 2000 bar isostatisch gesintert. Die hohen mechanischen Drücke sind im Herstellungsprozess dabei notwendig um die Restporosität nahezu vollständig zu beseitigen.
Das qualitative Endprodukt ist kubisches Siliciumnitrid mit einer Dichte bis zu 3,9 g/cm3, nach den bereits bekannten α- und β-Si3N4-Phasen tri- und hexagonaler Siliciumnitridformen von ≈3,2 g/cm3.
Die Materialeigenschaften einer weiteren orthorhombischen δ-Si3N4-Phase des Siliciumnitrid existieren derzeit nur im Modell.
Eine relativ kostengünstige Variante ist niederdruckgesintertes Siliciumnitrid (SSN), das mittlere Biegefestigkeiten aufweist und aus dem sich großvolumige Bauteile, z. B. für die Metallurgie herstellen lassen. Das gasdruckgesinterte Siliciumnitrid (GPSSN) wird in einem Gasdrucksinterofen bei einem Stickstoff-Überdruck bis zu 100 bar gesintert. Dadurch entsteht ein leistungsfähiger Werkstoff für hohe mechanische Belastungen. Noch höhere Drücke bis zu 2.000 bar erfahren während des Sinterprozesses das heiß gepresste und das heiß isostatisch gepresste Siliciumnitrid (HPSN bzw. HIPSN). HPSN und HIPSN zeichnen sich durch noch höhere Festigkeiten im Vergleich zu GPSSN aus, da die hohen mechanischen Drücke im Herstellungsprozess die Restporosität nahezu vollständig beseitigen. Nachteilig sind die eingeschränkten Geometrien beim axial gepressten HPSN (mechanischer Pressstempel) sowie sehr hohe Prozesskosten beim HIPSN. Reaktionsgebundenes Siliciumnitrid (RBSN) wird nach einem völlig anderen Herstellungsprozess gefertigt. Hier wird alternativ zum hochpreisigen Si3N4-Pulver das vergleichsweise preiswerte Silicium-Pulver als Rohstoff verwendet, geformt und in Stickstoff-Atmosphäre bei Temperaturen von ca. 1.400 °C zu Si3N4 nitridiert, und zwar schwindungsfrei. Die resultierende Keramik weist gute mechanische Kennwerte auf, ist aber durch ihre sehr feine und offene Porosität hochtemperaturoxidationsempfindlich.

### Synthese
- Direkte Nitridierung mittels Reaktionsbinden:
{\displaystyle \mathrm {3\ Si+2\ N_{2}\longrightarrow \ Si_{3}N_{4}} }

- Carbothermische Nitridierung:
{\displaystyle \mathrm {3\ SiO_{2}+6\ C+2\ N_{2}\longrightarrow \ Si_{3}N_{4}+6\ CO} }

- Diimid-Synthese:
{\displaystyle \mathrm {SiCl_{4}+6\ NH_{3}\longrightarrow \ Si(NH)_{2}+4\ NH_{4}Cl} }
{\displaystyle \mathrm {3\ Si(NH)_{2}\longrightarrow \ Si_{3}N_{4}+2\ NH_{3}} }

- Chemische Gasphasenabscheidung (LPCVD bzw. PECVD) in der Mikrotechnik:
{\displaystyle \mathrm {3\ SiH_{4}+4\ NH_{3}\longrightarrow \ Si_{3}N_{4}+12\ H_{2}} }

## Eigenschaften
Siliciumnitrid tritt in drei Modifikationen (α-Si3N4, β-Si3N4 und γ-Si3N4) auf, die sich in ihrer Kristallstruktur unterscheiden.

Stickstoffatome sind blau, Siliciumatome grau dargestellt
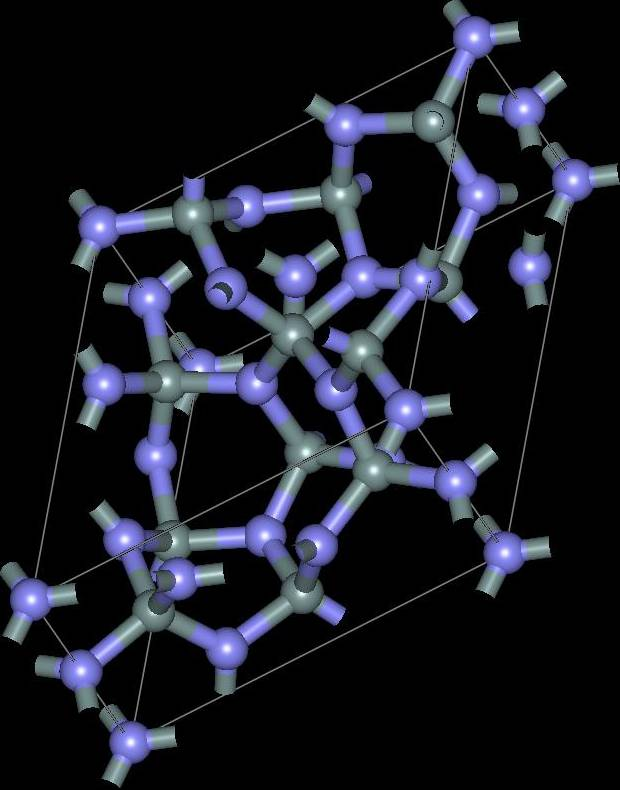
trigonal α-Si3N4
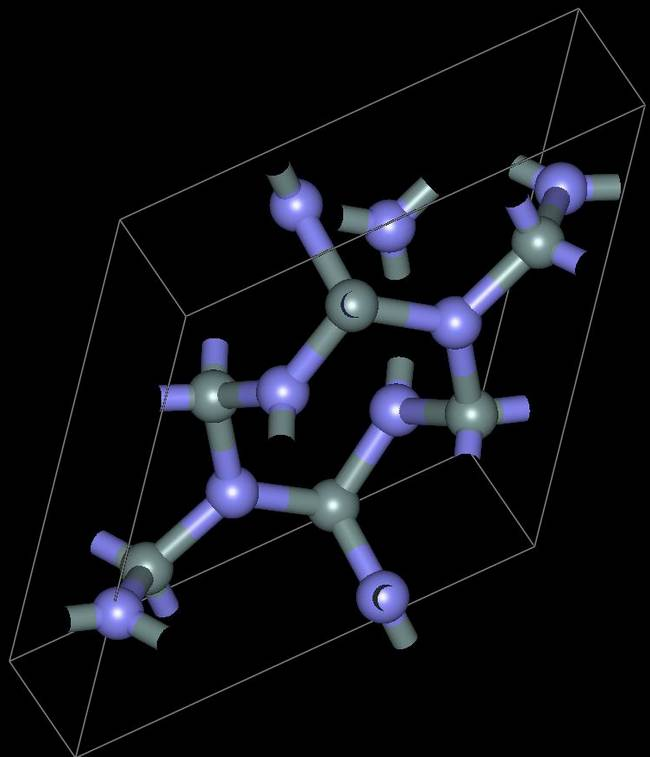
hexagonal β-Si3N4
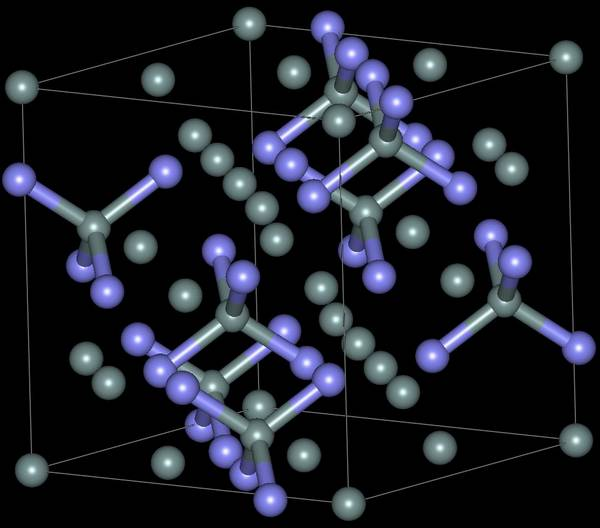
kubisch γ-Si3N4

Technisches Siliciumnitrid ist eine Nichtoxid-Keramik, die in der Regel aus β-Siliciumnitridkristallen in einer glasig erstarrten Matrix besteht. Der Glasphasenanteil reduziert die Härte von Siliciumnitrid im Vergleich zu Siliciumcarbid, ermöglicht aber die stängelige Umkristallisation der β-Siliciumnitridkristalle während des Sintervorgangs, was eine im Vergleich zu Siliciumcarbid und Borcarbid deutlich erhöhte Bruchzähigkeit bewirkt.

## Verwendung
Die hohe Bruchzähigkeit in Kombination mit kleinen Defektgrößen verleiht Siliciumnitrid eine der höchsten Festigkeiten unter den ingenieurkeramischen Werkstoffen. Durch die Kombination von hoher Festigkeit, niedrigem Wärmeausdehnungskoeffizienten und relativ großem Elastizitätsmodul eignet sich Si3N4-Keramik besonders für thermoschockbeanspruchte Bauteile, und wird zum Beispiel als Wendeschneidplatte für Eisengusswerkstoffe (unter anderem im unterbrochenen Schnitt) oder zur Handhabung von Aluminiumschmelzen eingesetzt. Siliciumnitridkeramiken sind bei geeigneter Wahl eines Zusatzstoffes (zum Beispiel durch den Zusatz von Yttriumoxid, Aluminiumoxid- oder Magnesiumoxid-Zusätzen) der in der Flüssigphase die Hohlräume ausfüllt, für Einsatztemperaturen bis über 1200 °C geeignet. Als Werkstoff in Motoren hat sich Siliciumnitrid trotz hoher Anstrengungen in Forschung und Entwicklung in den letzten Jahrzehnten aus Kostengründen bisher nicht durchsetzen können. Siliciumnitrid wird außerdem als Sonderwerkstoff in der Lagertechnik für Hybridlager (Wälzkörper aus Si3N4) und Vollkeramiklager (Wälzkörper und Laufringe aus Si3N4) eingesetzt.
Eine besondere Anwendung sind Messspitzen (Cantilever), mit denen bei Rasterkraftmikroskopen Proben bis in den atomaren Bereich aufgelöst werden. Sie sind aus Siliciumwafern hergestellt und an ihrer Oberfläche durch eine Siliciumnitridschicht besonders widerstandsfähig gegen mechanischen Verschleiß gemacht.

### Halbleitertechnik
In der Halbleitertechnik wird Siliciumnitrid als Isolations- oder Passivierungsmaterial bei der Herstellung integrierter Schaltungen verwendet, in Charge-Trapping-Speichern dient der Nichtleiter als Speicherschicht für gebundene elektrische Ladungen. Darüber hinaus wird es in vielen Prozessen als Maskierungs- und Stopmaterial genutzt, beispielsweise in der lokalen Oxidation von Silicium (LOCOS-Prozess) oder der chemisch-mechanischen Politur. Der Vorteil ist hier ein abweichendes chemisches Verhalten etwa gegenüber Ätzmitteln im Vergleich zum Standardmaterial Siliciumdioxid, das heißt, man nutzt Ätzmittel, die zwar Siliciumdioxid aber nicht Siliciumnitrid angreifen, oder umgekehrt. So wird Siliciumnitrid für gewöhnlich nasschemisch mit heißer 85-prozentiger Phosphorsäure geätzt. Des Weiteren wird Siliciumnitrid in der Photovoltaik als Antireflex- und Passivierungsschicht eingesetzt. Durch geringere Reflexionsverluste wird der Wirkungsgrad der Solarzellen bzw. -module gesteigert.
Die Abscheidung von Siliciumnitridschichten erfolgt im Wesentlichen mittels zweier Methoden der chemischen Gasphasenabscheidung (CVD): die Niederdruck-CVD (LPCVD) und die plasmaunterstützte CVD (PECVD). Die Eigenschaften dieser Schichten sind meist nicht identisch mit denen von „keramischen Siliciumnitrid“, so weisen sie in der Regel eine geringere Härte auf.
Zusätzlich kann es je nach Abscheidemethode zu Verspannungen der aufgebrachten Siliciumnitridschicht kommen, u. a. da die Gitterabstände und Temperaturkoeffizienten von Silicium und Siliciumnitrid abweichen. Insbesondere bei Nutzung der PECVD-Technik kann durch Einstellung der Prozessparameter so eine Verspannung minimiert werden.